# Maratus
Genre
Synonymes
- Lycidas Karsch, 1878
- Acmaea Karsch, 1883 nec Loew, 1869
- Drepanephora Karsch, 1883 nec Eschscholtz, 1830
- Hypoblemum Peckham & Peckham, 1886
- Saratus Otto & Hill, 2017

Maratus est un genre d'araignées aranéomorphes de la famille des Salticidae.
Ces araignées sauteuses sont appelées Araignées-paons.

## Distribution
Les espèces de ce genre se rencontrent en Australie et en Nouvelle-Zélande.

## Habitat
Ces araignées vivent au sol ou sur des arbustes bas.

## Description

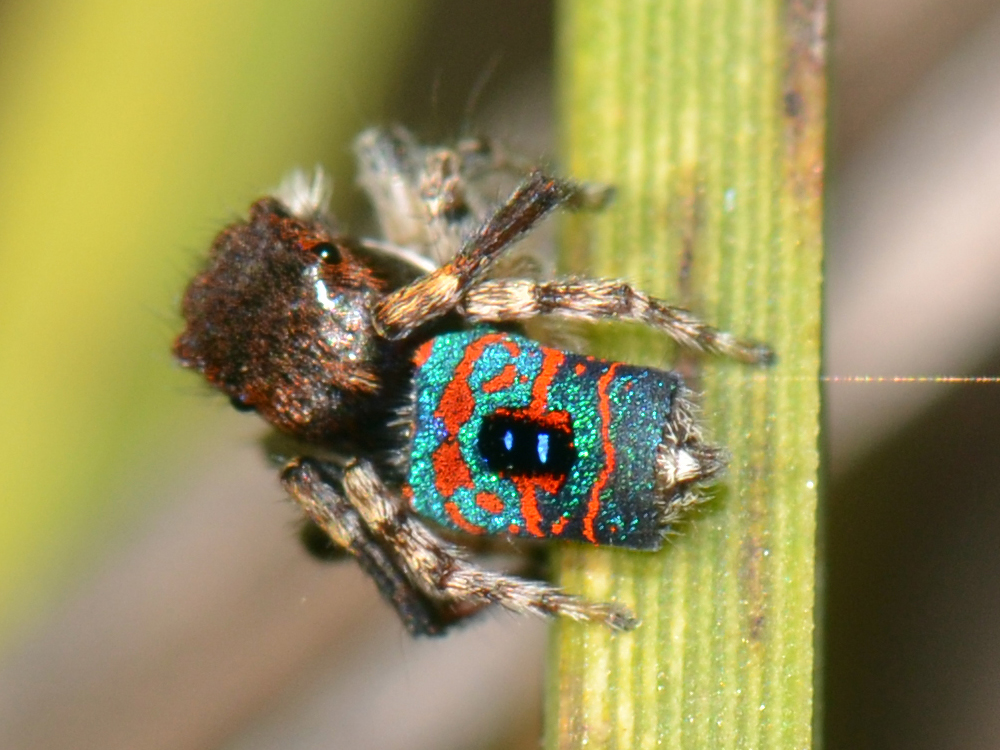
Maratus hotorum.

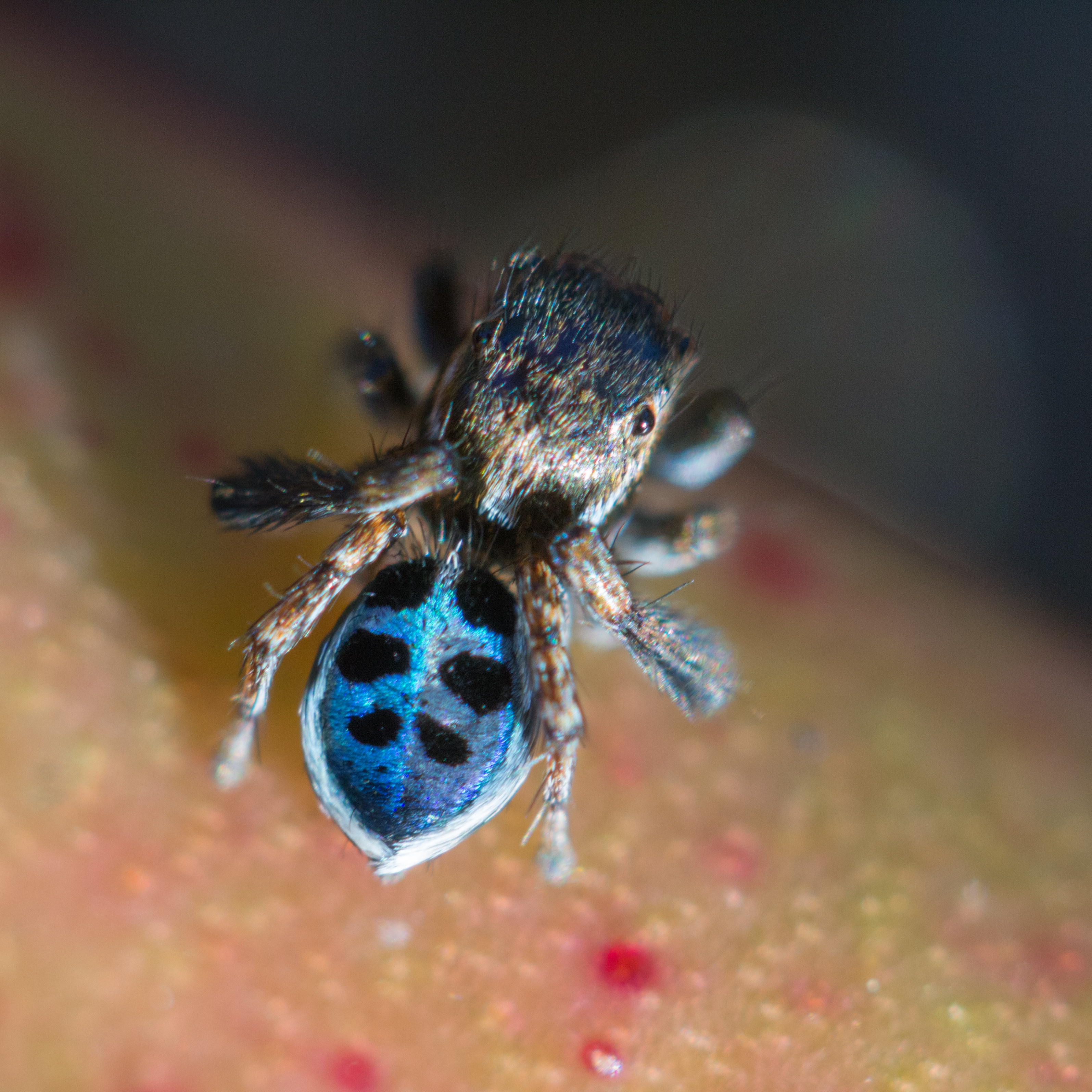
Maratus nigromaculatus.

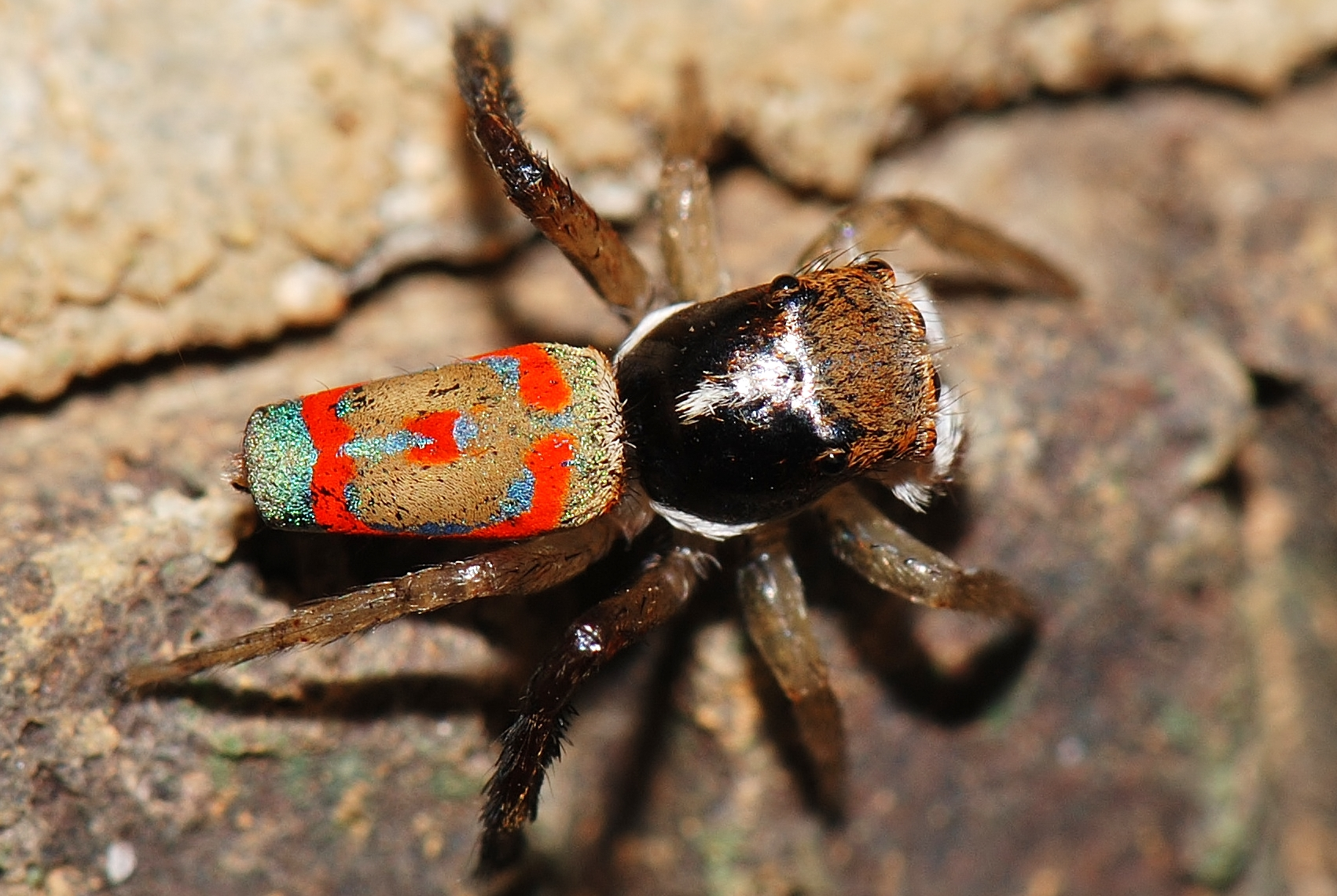
Maratus pavonis.

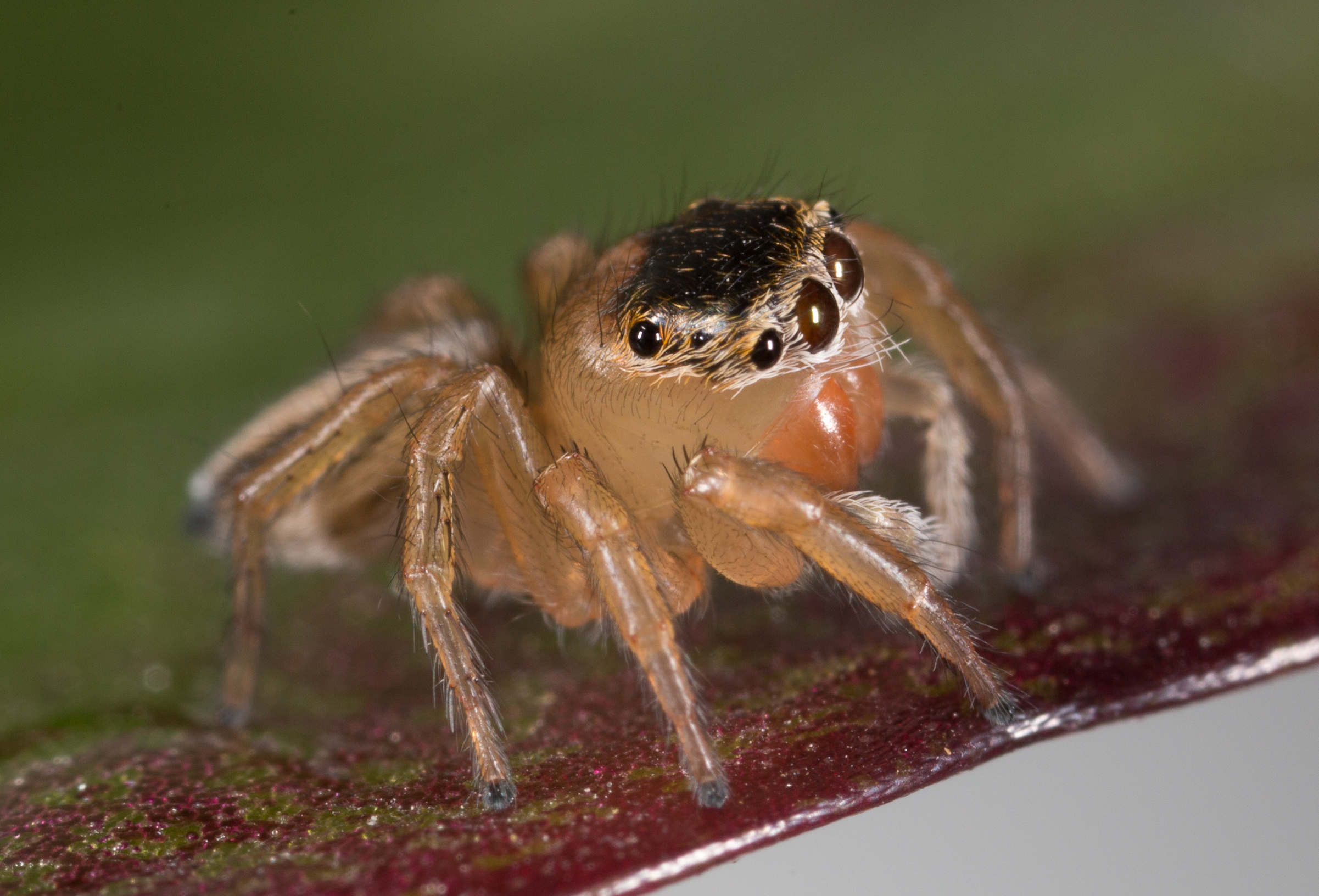
Maratus scutulatus.

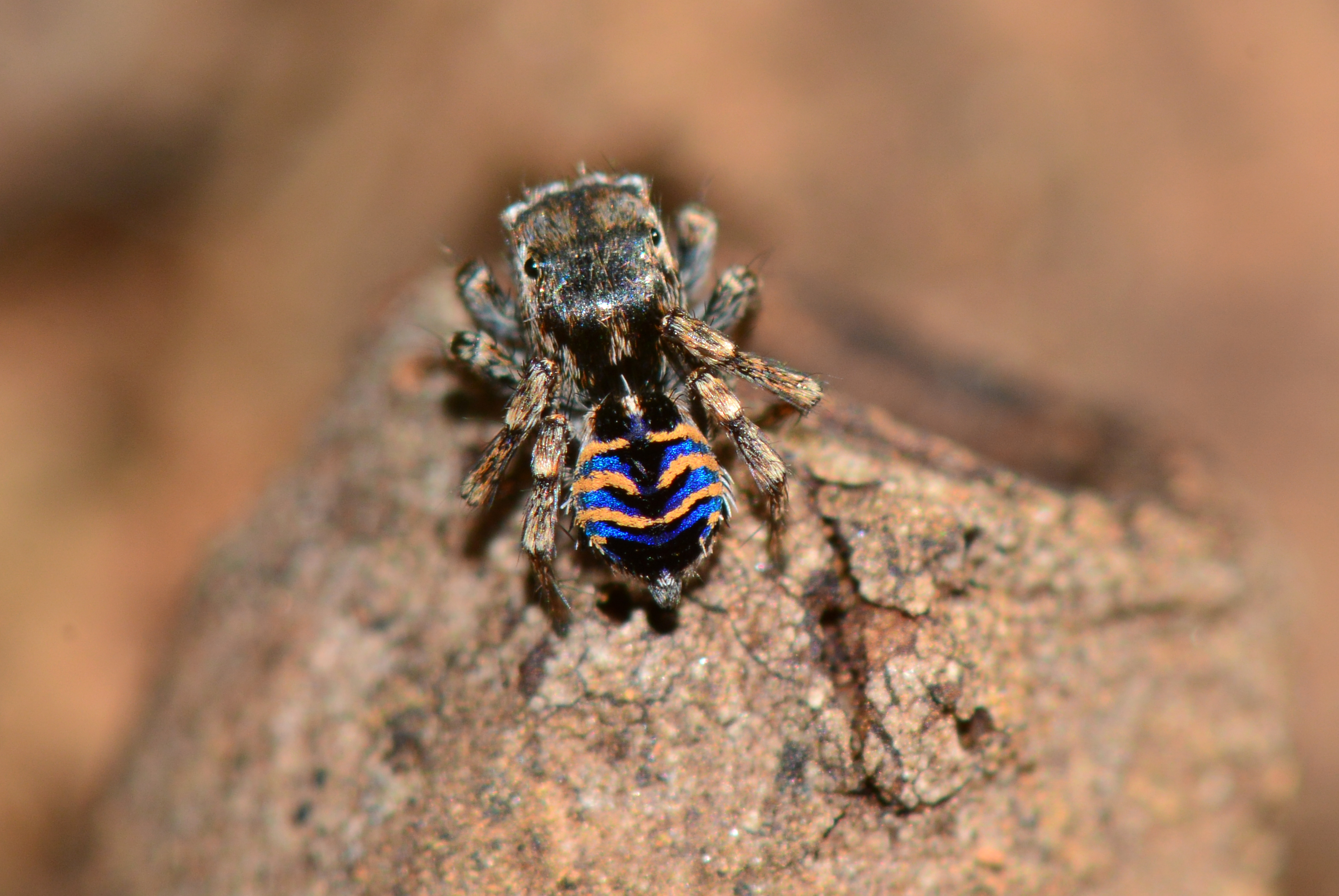
Maratus spicatus.

Les Maratus sont de petites araignées d'une longueur totale de 4–5 mm présentant un important dimorphisme sexuel. Elles sont surnommées "araignées-paons" à cause de la surface dorsale de l'opisthosome du mâle, qui est couverte de motifs très vifs où des "écailles" colorées contrastent avec un fond iridescent. L'abdomen peut aussi être flanqué d'appendices repliés sous le corps ou être hérissé de franges de poils, eux-aussi très colorés. Chez les deux sexes, l'abdomen est relié au céphalothorax par un pédicule long et très flexible. Cela permet au mâle de dresser son opisthosome, qui peut aussi être aplati et agité pour accentuer l'apparence du motif dorsal. Toutes les espèces ne possèdent pas des couleurs apparaissant clairement à la vision humaine ; ainsi, Maratus vespertilio semble étrangement coloré, avec des appendices latéraux iridescents. Chez la plupart des espèces, le mâle a une troisième paire de pattes assez longues et souvent couvertes de motifs colorés. Les araignées sauteuses ont une excellente vision, avec la capacité de voir au moins deux couleurs : le vert et l'ultraviolet,.
Les bulbes copulateurs mâles sont en apparence plutôt simple, avec un embolus circulaire. Les taches noires de l'abdomen des mâles des araignées-paons Maratus speciosus et Maratus karrie absorbent plus de 99,5 % de la lumière visible. Ce supernoir est dû à la présence d'un réseau de bosses microscopiques en forme de lentilles, dont les couches sous-jacentes contiennent des pigments,.
Quant à la femelle, elle est camouflée, couverte de tons blancs et marron. L'épigyne est simple avec deux "fenêtres" (fossae) à l'avant et une paire de spermathèque ovale à l'arrière. Le pédicule long et flexible permet aux femelles de tourner leur abdomen à plus de 180° durant l'accouplement.

## Éthologie
Le déploiement de l'abdomen est utilisé dans le cadre de la parade nuptiale et chez au moins une espèce dans des relations agressives entre mâles rivaux (Maratus vespertilio). La troisième paire de pattes est elle aussi dressée durant la parade que vient parachever des signaux vibratoires s'ajoutant aux signes visuels.

## Liste des espèces
Selon World Spider Catalog (version 26, 02/08/2025) :
- Maratus albus Otto & Hill, 2016
- Maratus amabilis Karsch, 1878
- Maratus ammophilus Otto & Hill, 2022
- Maratus anomaliformis (Żabka, 1987)
- Maratus anomalus (Karsch, 1878)
- Maratus aquilus Schubert, 2019
- Maratus astarte Otto & Hill, 2025
- Maratus aurantius Otto & Hill, 2017
- Maratus australis Otto & Hill, 2016
- Maratus avibus Otto & Hill, 2014
- Maratus azureus Schubert, 2020
- Maratus banyowla Otto & Hill, 2019
- Maratus bitaeniatus (Keyserling, 1882)
- Maratus boranup Otto & Hill, 2018
- Maratus bubo Otto & Hill, 2016
- Maratus caeruleus Waldock, 2013
- Maratus calcitrans Otto & Hill, 2012
- Maratus candens Otto & Hill, 2022
- Maratus chlorophthalmus (Simon, 1909)
- Maratus chrysomelas (Simon, 1909)
- Maratus cinereus Otto & Hill, 2017
- Maratus clupeatus Otto & Hill, 2014
- Maratus combustus Schubert, 2019
- Maratus constellatus Schubert, 2020
- Maratus cristatus Otto & Hill, 2017
- Maratus cuspis Otto & Hill, 2019
- Maratus digitatus Otto & Hill, 2012
- Maratus electricus Otto & Hill, 2017
- Maratus elephans Otto & Hill, 2015
- Maratus eliasi Baehr & Whyte, 2016
- Maratus expolitus Prasad, 2022
- Maratus felinus Schubert, 2019
- Maratus fimbriatus Otto & Hill, 2016
- Maratus flavus Otto & Hill, 2018
- Maratus fletcheri Waldock, 2020
- Maratus gemmifer Otto & Hill, 2017
- Maratus griseus (Keyserling, 1882)
- Maratus hakea Otto & Hill, 2024
- Maratus harrisi Otto & Hill, 2011
- Maratus harveyi Waldock, 2020
- Maratus hesperus (Otto & Hill, 2017)
- Maratus heteropogon (Simon, 1909)
- Maratus hortorum Waldock, 2014
- Maratus icarus Otto & Hill, 2019
- Maratus inaquosus Schubert, 2020
- Maratus jactatus Otto & Hill, 2015
- Maratus julianneae Baehr & Whyte, 2016
- Maratus karrie Waldock, 2013
- Maratus kiwirrkurra Baehr & Whyte, 2016
- Maratus kochi (Żabka, 1987)
- Maratus laurenae Schubert, 2020
- Maratus lentus Otto & Hill, 2017
- Maratus leo Otto & Hill, 2014
- Maratus linnaei Waldock, 2008
- Maratus literatus Otto & Hill, 2014
- Maratus lobatus Otto & Hill, 2016
- Maratus lynx Otto & Hill, 2024
- Maratus madelineae Waldock, 2014
- Maratus manjimup Otto & Hill, 2025
- Maratus marinus (Goyen, 1892)
- Maratus maritimus Otto & Hill, 2014
- Maratus melindae Waldock, 2013
- Maratus michaelorum Baehr & Whyte, 2016
- Maratus michaelseni (Simon, 1909)
- Maratus miles Otto & Hill, 2024
- Maratus montanus Otto & Hill, 2014
- Maratus mungaich Waldock, 1995
- Maratus nambung Otto & Hill, 2023
- Maratus nemo Schubert, 2021
- Maratus neptunus Otto & Hill, 2017
- Maratus nigriceps (Keyserling, 1882)
- Maratus nigromaculatus (Keyserling, 1883)
- Maratus nimbus Otto & Hill, 2017
- Maratus noggerup Schubert, 2020
- Maratus nubilis Otto & Hill, 2022
- Maratus obscurior (Simon, 1909)
- Maratus occasus Schubert, 2019
- Maratus ottoi Baehr & Whyte, 2016
- Maratus pardus Otto & Hill, 2014
- Maratus pavonis (Dunn, 1947)
- Maratus personatus Otto & Hill, 2015
- Maratus piliger (Keyserling, 1882)
- Maratus pilosus (Keyserling, 1882)
- Maratus pinniger Otto & Hill, 2022
- Maratus playa Otto & Hill, 2023
- Maratus plumosus Otto & Hill, 2013
- Maratus proszynskii Waldock, 2015
- Maratus purcellae Otto & Hill, 2013
- Maratus rainbowi (Roewer, 1951)
- Maratus robinsoni Otto & Hill, 2012
- Maratus sagittus Schubert & Whyte, 2019
- Maratus sapphirus Otto & Hill, 2017
- Maratus sarahae Waldock, 2013
- Maratus sceletus Otto & Hill, 2015
- Maratus scutulatus (L. Koch, 1881)
- Maratus speciosus (O. Pickard-Cambridge, 1874)
- Maratus speculifer (Simon, 1909)
- Maratus spicatus Otto & Hill, 2012
- Maratus suae Schubert, 2020
- Maratus sylvestris Otto & Hill, 2019
- Maratus tasmanicus Otto & Hill, 2013
- Maratus tessellatus Otto & Hill, 2016
- Maratus tiddalik Otto & Hill, 2020
- Maratus tortus Otto & Hill, 2018
- Maratus trigonus Otto & Hill, 2017
- Maratus unicup Otto & Hill, 2018
- Maratus velutinus Otto & Hill, 2012
- Maratus vespa Otto & Hill, 2016
- Maratus vespertilio (Simon, 1901)
- Maratus vittatus (Keyserling, 1881)
- Maratus volans (O. Pickard-Cambridge, 1874)
- Maratus volpei Schubert, 2020
- Maratus vultus Otto & Hill, 2016
- Maratus watagansi Otto & Hill, 2013
- Maratus yanchep Otto & Hill, 2023

## Systématique et taxinomie
Ce genre a été décrit par Karsch en 1878 dans les Attidae.
Lycidas a été placé en synonymie par Otto et Hill en 2012.
Acmaea Keyserling, 1883, préoccupé par Acmaea Loew, 1869, remplacé par Drepanephora Keyserling, 1883, préoccupé par Drepanephora Eschscholtz, 1830, remplacé par Hypoblemum par Peckham et Peckham en 1886 et Saratus ont été placés en synonymie par Otto et Hill en 2021.

## Publication originale
- Karsch, 1878 : « Diagnoses Attoidarum aliquot novarum Novae Hollandiae collectionis Musei Zoologici Berolinensis. » Mitteilungen der Münchener Entomologischen Verein, vol. 2, p. 22-32 (texte intégral).